# 제인 엘아비디네 벤 알리
제인 엘아비디네 벤 알리(아랍어: زين العابدين بن علي, 문화어: 진 엘 아비딘 벤 알리, 1936년 9월 3일~2019년 9월 19일)는 튀니지의 정치인이자 군인, 장군이다. 1987년 이전에는 하비브 부르기바 정권에서 짧은 기간 동안 수상을 역임했으며, 무혈 쿠데타로 1987년 11월 7일, 대통령에 취임하였다. 2011년, 높은 실업률과 물가 상승에 의한 정권 퇴진 운동으로 대통령직을 사퇴, 사우디아라비아로 망명했다. 2019년 제다에서 암 투병 중 사망하였다.

## 생애
벤알리는 1936년 9월 3일 함맘 수스에서 태어났다. 수스 2차 학교 학생이었을 때, 프랑스 식민통치 민족 저항 운동에 참여를 하여, 네오 데스투어 당의 연락원으로 일했다. 이 활동으로 인해 그는 일시적으로 퇴학을 당하고, 투옥되었다.
튀니지 독립 후, 튀니지군의 핵심 멤버로 소집되어, 프랑스의 상 씰 육군사관학교에 유학했다. 이후 프랑스의 샬롱 나 마른느 포병학교, 미국의 정보 보안 학교, 방공학교에서 배웠다.
1958년부터 튀니지군 참모본부에서 근무하였고, 마지막 군 경력은 군사 안보국장이었다. 1974년, 주모로코 주재 무관으로 임명되었으며, 1977년 귀국 후 국방 장관이 되었다. 같은 해 12월 국가안전국 장관으로 임명되었다.
1980년 4월 주바르샤바 대사로 임명되었고, 1984년 1월 귀국 후, 국가안전국 장관으로 재임하였다. 같은 해 11월 국가안전보장 문제 담당 국가 위원장으로 임명되었다. 1986년 4월 28일, 내무장관에 임명되었다.
1986년 6월 여당인 사회주의 헌정당 제 12회 대회에서 정치국원에 선출되었을 때, 하위 서기장이 되었다. 1987년 4월 28일, 개각 시 하비브 부르기바는 벤 알리를 내무장관에 임명하고, 10월 수상으로 임명하여 사실상 후계자로 삼았다. 또한 사회주의 두스투루당 총서기가 되기도 했다.

## 대통령

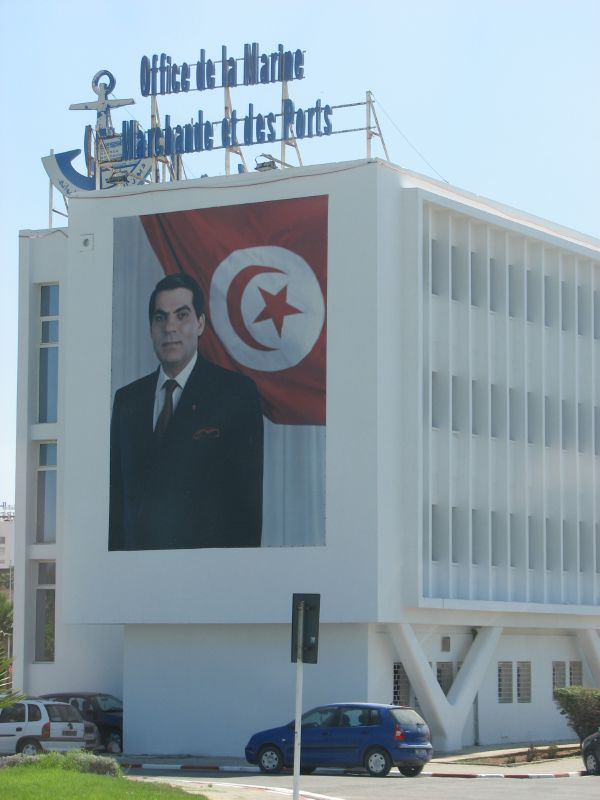
해군성에 걸려 있었던 벤 알리의 대형 사진 (대통령 재임 시절)

1987년 11월 7일, 당시 총리였던 벤 알리는 하비브 부르기바 대통령이 건강이 쇠약함을 이유로 퇴임시키고 대통령직을 승계했다. 벤 알리는 “대통령이 제 역할을 수행할 수 없을 경우 총리가 대신한다”는 헌법을 근거로 한 합법적인 이양이라 주장하였으나, '무혈 쿠데타'로 인정되고 있다. 첫 번째 연설에서 벤 알리는 국민에게 "믿음, 안전하고 평온한 상태"의 새로운 체제로의 협력을 요청하고, "조국의 독립, 그 진보의 유지"가 전 국민의 책무이며, 각 국민은 "책임있는 민주주의" 틀 안에서 "국민주권"을 존중하여 국가를 통치해야한다고 표명했다. 이 아무것도 아닌 표명은 나중에 《11월 7일 선언》라 불리는 벤 알리 개혁의 시작이 되었다.
벤 알리는 시민의 자유 확대 정책을 지지하였고, 성전 알 이슬람, 이슬람 방면 운동 등의 과격주의를 포함하여 모든 정치범을 석방했다. 또 국가 안보 사건 재판소가 폐지되어 공화국 검찰 총장의 직위도 해지하고, 용의자의 구금 기간은 4일로 제한했다. 튀니지는 1988년 7월 아랍 국가 최초의 고문금지조약 비준 국가가 된다.
1988년 여당 사회주의 헌정당은 입헌민주연합으로 개칭되고, 사회의 민주화, 다원주의 존중, 법치국가의 건설을 선언했다. 입헌민주연합 제1회 대회 전, 벤 알리 개각을 실시하여 전 정권의 각료 몇 명을 경질했다. 전당 대회에서는 정부와 당을 분리하는 것을 결정했다.
개혁의 다음 단계가 된 것은 정부, 정당, 사회 단체, 직업 조직 간의 관계를 규정하는 국가 조약이었다. 벤 알리의 말에 의하면, 국가 조약은 정부 프로그램이나 어떤 연합체를 만드는 것이 아니고, 헌법과 현행 법률을 바꾸는 것도 아니라고 주장하였다. 벤 알리는 자신의 정당성을 주장하기 위해 대통령 선거를 임기 전(1989년 4월 임기는 1991년까지)에 실시를 하여 국민의 심판을 받기로 결정했다.
대통령 선거에서 벤 알리는 국민 다수의 압도적 지지를 얻어 대통령에 재선되었다. 동시에 치러진 의회 선거에서는 여당인 입헌민주연합이 141개의 의석을 차지했다. 이 선거 결과에 대해 프랑스의 사회 정치 연구 센터는 벤 알리를 《올해의 인물》로 선정하였고, 《민주주의 인권 국제상》을 그에게 수여했다. 이후, 재선을 거듭하여 2009년 10월 25일의 대통령 선거에서는 89.62%의 표를 획득해 5선을 연임하였다.
23년간의 장기 집권을 유지했지만, 2010년말 높은 실업률과 물가 상승 등을 이유로 국민들의 불만이 고조되어 시위가 격화되었다. 2011년 1월 13일 벤 알리는 차기 대통령 선거에 불출마를 선언했고, 다음 날에는 조기총선 시행을 발표하여 사태를 수습하려했지만, 시위는 수그러 들지 않았고, 당일 튀니지를 탈출하여, 2011년 1월 15일 사우디 아라비아로 망명하여 실질적으로 정권은 붕괴되고, 총리 모하메드 간누시가 임시 대통령에 취임했다.

## 갤러리

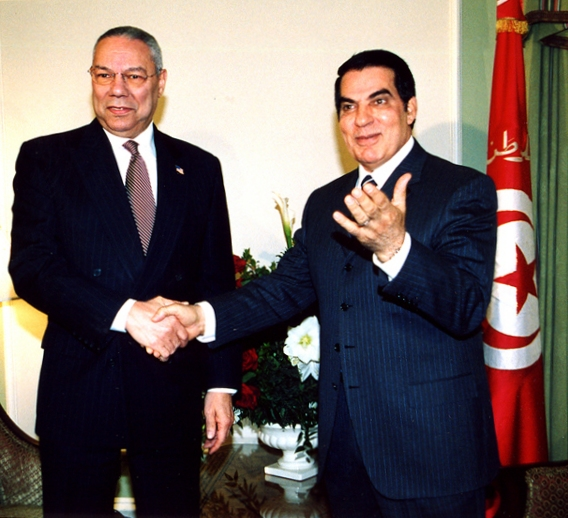
파월과 악수하는 벤 알리(대통령 재임 시절)
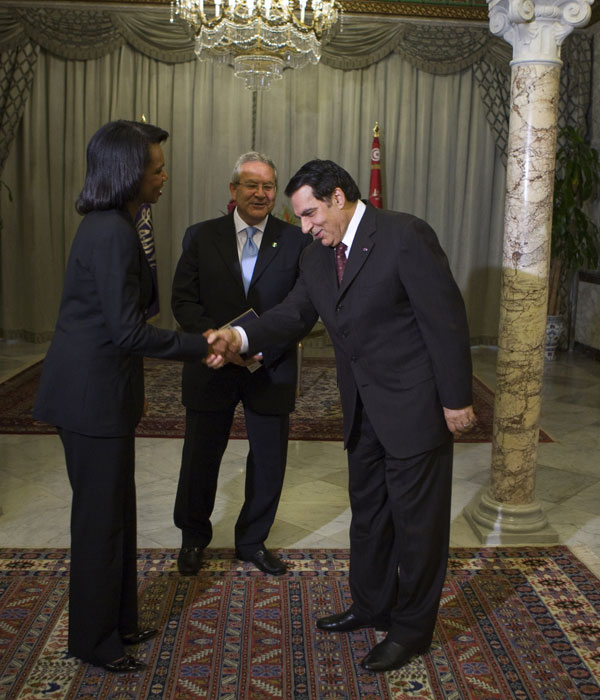
콘돌리자 라이스와 악수하는 벤 알리(대통령 재임 시절)

## 역대 선거 결과
| 선거명      | 직책명          | 대수 | 정당         | 득표율  | 득표수      | 결과 | 당락 |
| ----------- | --------------- | ---- | ------------ | ------- | ----------- | ---- | ---- |
| 1989년 선거 | 튀니지의 대통령 | 2대  | 입헌민주연합 | 100.00% | 2,087,028표 | 1위  |      |
| 1994년 선거 | 튀니지의 대통령 | 2대  | 입헌민주연합 | 100.00% | 2,987,375표 | 1위  |      |
| 1999년 선거 | 튀니지의 대통령 | 2대  | 입헌민주연합 | 99.45%  | 3,269,067표 | 1위  |      |
| 2004년 선거 | 튀니지의 대통령 | 2대  | 입헌민주연합 | 94.49%  | 4,204,292표 | 1위  |      |
| 2009년 선거 | 튀니지의 대통령 | 2대  | 입헌민주연합 | 89.62%  | 4,238,711표 | 1위  |      |